# Hymenochaete allantospora
Hymenochaete allantospora är en svampart som beskrevs av Parmasto 2001. Hymenochaete allantospora ingår i släktet Hymenochaete och familjen Hymenochaetaceae.   Inga underarter finns listade i Catalogue of Life.